# Lingote de oro

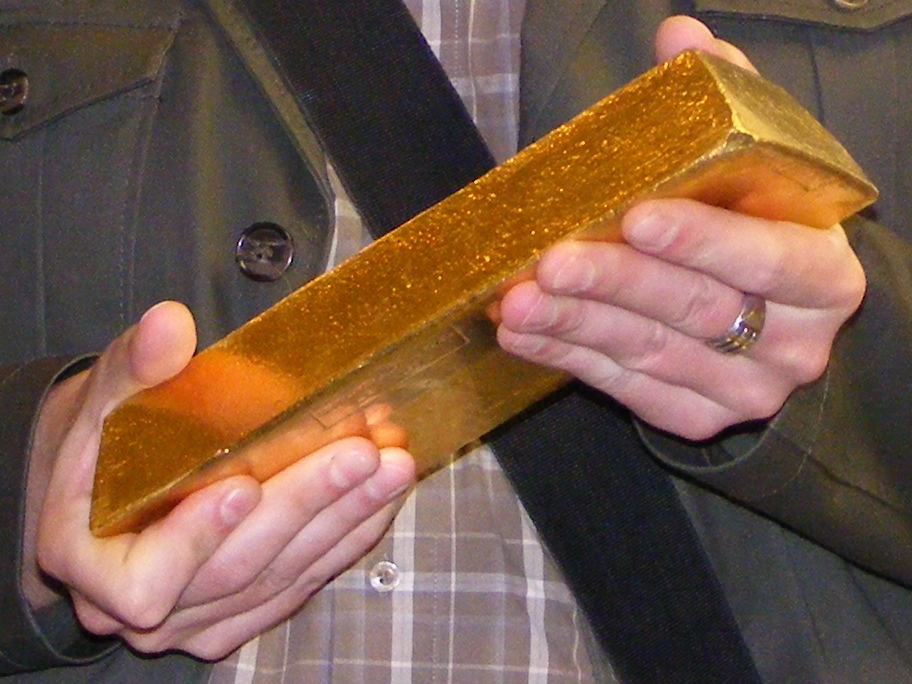
Un lingote de oro estándar de 400 ozt (12,4 kg) perteneciente al Banco Nacional de Polonia.

El lingote de oro o barra de oro es una de las presentaciones físicas que se utilizan desde tiempos inmemoriales para manipular y almacenar el oro.
Además, es un material refinado de forma rectangular, con diferentes trazados a los costados. Existen dos tipologías de barras de oro: el lingote acuñado y el fundido.

## Características
Su fabricación consiste en la fusión del metal y su vertido en un molde (colada), normalmente en forma de pirámide truncada con base rectangular, facilitando así su almacenamiento. Los lingotes utilizados como reserva de oro por algunos bancos centrales y otros grandes operadores tienen un peso de 400 onzas troy (12,4 kg), con una pureza mínima del 99,5% (aunque casi siempre se usa oro puro al 99,99%), y forman parte del estándar Good Delivery. Este estándar de la London Bullion Market Association permite lingotes de entre 350 y 430 onzas de peso, pero los de 400 onzas son los que más se usan internacionalmente con gran diferencia como, por ejemplo, los almacenados en Fort Knox. Al precio medio aproximado de 2016-2018 de unos 1.250 dólares/ozt o 1.100 euros/ozt, su valor ronda los $500.000 o 440.000 €. Un lingote parecido a los del estándar Good Delivery pero que no cumpla alguna de sus especificaciones debe llevar la marca "NGD" (non-Good-Delivery.)

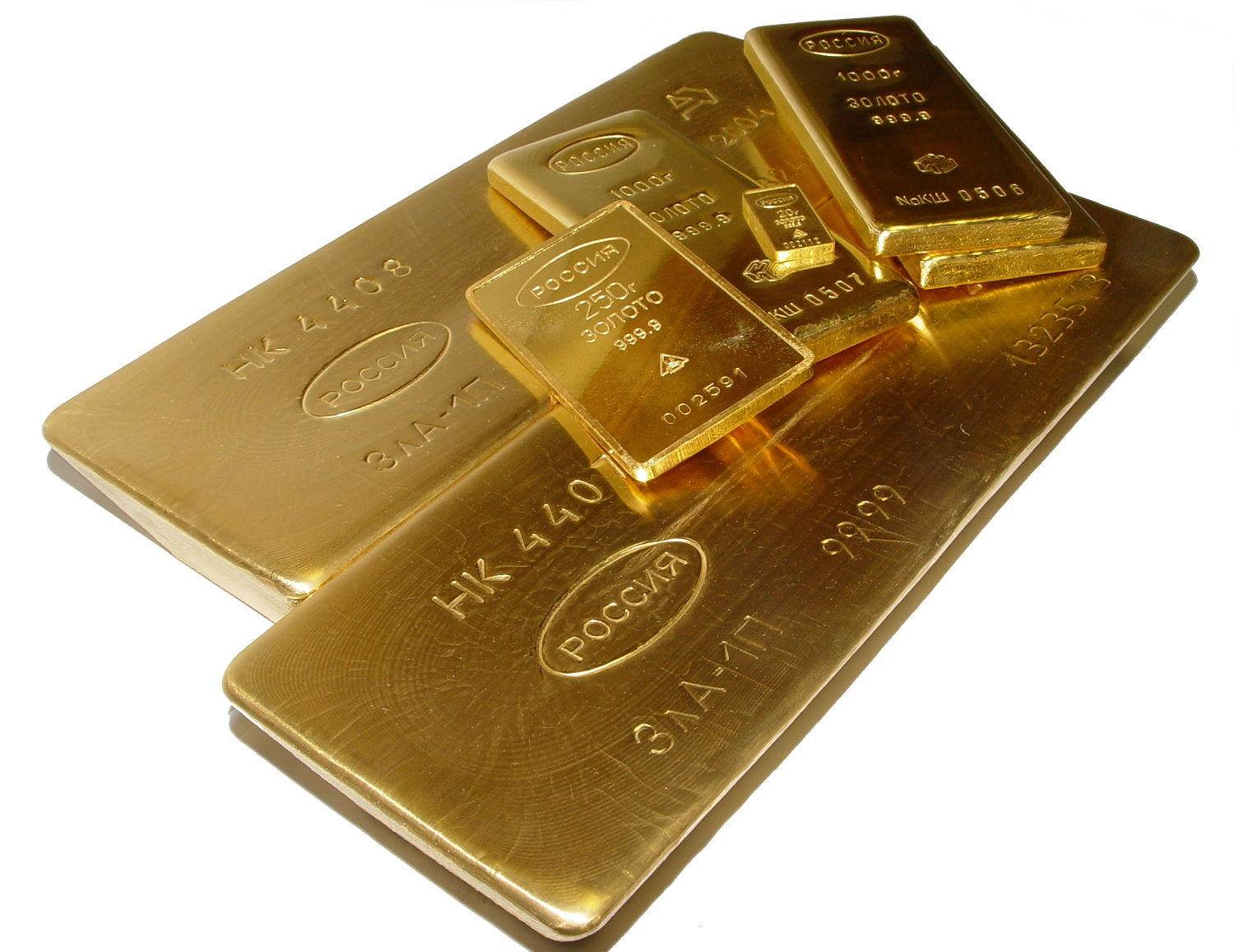
Barras de oro de distintos pesos al 99,99% de pureza (también definida como 0,9999 o 999,9) producidas por Rusia. Las que llevan grabado un peso de 1 kg (1000г) son las llamadas kilobarras, pero en todas puede leerse claramente el material y la pureza (золото –oro– de ley 999.9), el logotipo identificativo del fabricante, el peso en gramos (г), el país productor (Россия – Rusia), el número de serie y, en las de mayor tamaño y valor, otros códigos adicionales.

Dado el elevado precio de un lingote estándar, en el comercio mayorista a menor escala muchos operadores utilizan la llamada kilobarra (kilobar) de 1 kg (32,15 onzas troy); al mismo precio aproximado de 2016-2018, su valor está en torno a $40.000 o 34.000 €, lo que resulta más práctico en este segmento. Estas kilobars no deben confundirse con la unidad de medida de presión kilobar, sin ninguna relación. Para el mercado más minorista se utilizan barritas de pesos inferiores, típicamente de 2, 5, 10, 20, 50, 100, 250 y 500 gramos o una o varias onzas troy (1 ozt = 31,1 g.) En general, estas barras no tienen la característica forma de pirámide truncada de los lingotes Good Delivery, sino que suelen ser ortoedros de baja altura ("losetas") con los bordes suavizados.
Todo lingote o barra de oro debe llevar claramente grabado su fabricante o emisor, peso y ley (pureza), de tal modo que sean fácilmente identificables y tasables. Pueden ir acompañados por un número de serie, otros datos o marcas y un certificado de autenticidad. Algunos emisores importantes como UBS les incorporan también una lámina difractiva análoga a los hologramas en el reverso para mayor seguridad y belleza; las barras así tratadas se llaman kinebarras (kinebars).

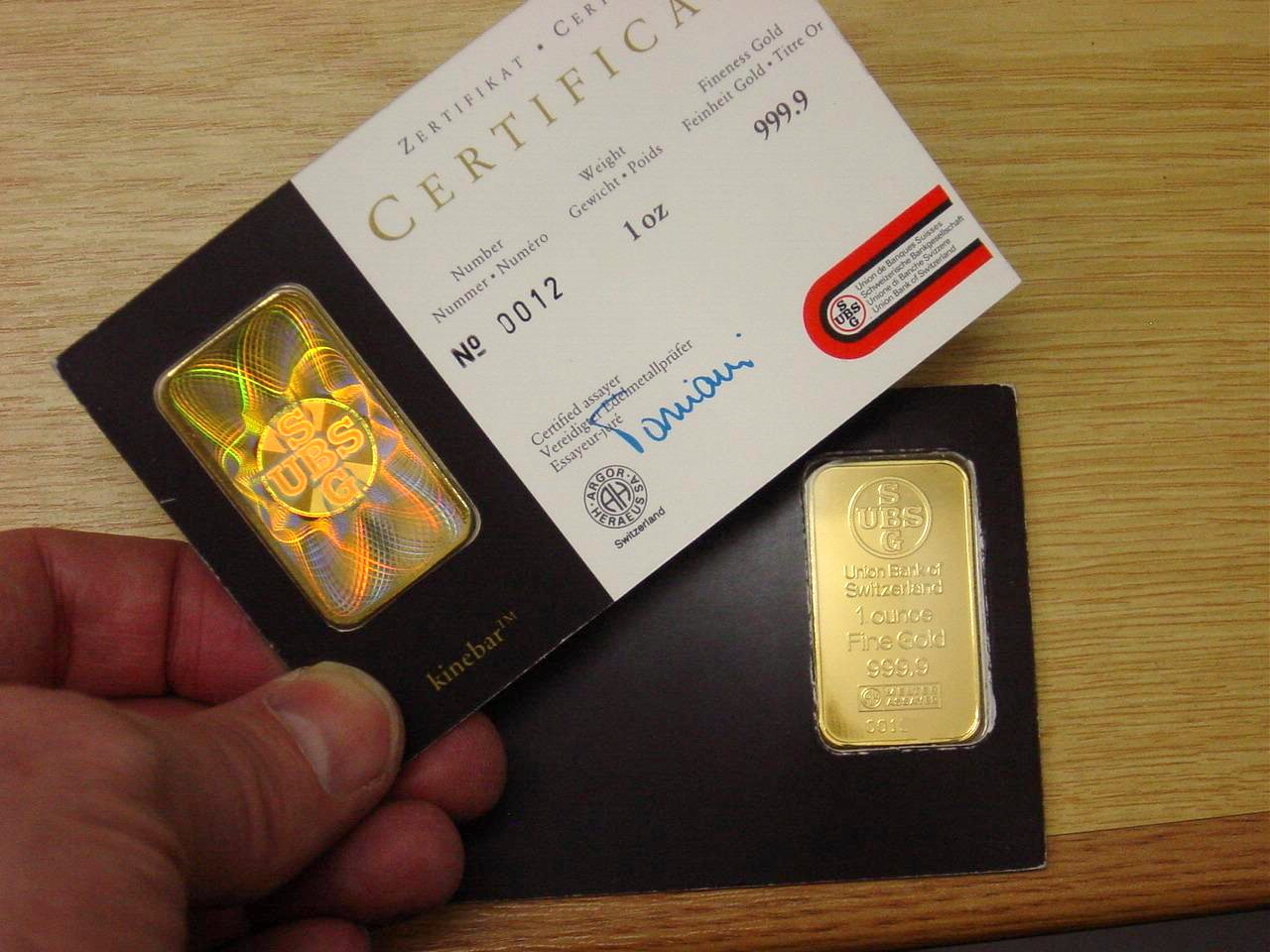
Una kinebarra de 1 ozt (31,1 g) al 99,99% de pureza emitida por UBS.

El lingote de oro puro más grande del mundo fue producido por Mitsubishi Materials Corporation en 2005 y pesa 250 kg. Se encuentra expuesto al público en el Museo del Oro de Toi (Japón).

## Otras presentaciones y lingotes doré
Los lingotes y barras reseñados anteriormente, junto con las monedas, son los comúnmente utilizados para el almacenamiento del oro como valor o inversión con escasos usos prácticos. Para su procesamiento y uso industrial en joyería y aplicaciones tecnológicas, suelen emplearse aleaciones y compuestos menos puros pero más útiles para cada necesidad específica.
Existe un tipo de lingote que se produce normalmente para el transporte entre minas, fundiciones y refinerías compuesto por una aleación de plata, oro y/u otros metales en grados de pureza variables, llamado lingote doré, cuyo peso puede ascender a 25 kg. Los lingotes doré son más resistentes que los de oro puro, con lo que hay menos riesgo de pérdida de material por daños en tránsito, y además permiten a las refinerías extraer una diversidad de aleaciones y compuestos para las necesidades exactas de cada cliente con mayor simplicidad y economía en los procesos. Cuando la proporción de oro en un lingote doré es elevada (especialmente si es superior al 50%), a veces se les llama coloquialmente lingotes de oro como sus análogos de alta pureza, lo que puede inducir a confusión entre los legos.